# Le Libérateur
Ne doit pas être confondu avec Alexandre II (empereur de Russie) ou Le Libérateur (nouvelle).
 (décembre 2018).
Si vous disposez d'ouvrages ou d'articles de référence ou si vous connaissez des sites web de qualité traitant du thème abordé ici, merci de compléter l'article en donnant les références utiles à sa vérifiabilité et en les liant à la section « Notes et références ».
Le Libérateur est un tableau du peintre surréaliste René Magritte réalisé en 1947, qui représente un personnage assis coiffé d'un chapeau et recouvert d'une cape.

## Lieu de conservation
Cette peinture sur toile, de 99,54 × 79,06 cm est conservée au musée d'Art du comté de Los Angeles, au deuxième étage du Ahmanson Building.

## Description
On y voit un personnage assis, coiffé d’un chapeau, le torse couvert d’une cape, une valise à sa gauche. À l’arrière-plan s’élèvent dans les nuages des arches et des fenêtres.
Ce personnage est étrange, car son torse et son visage ont disparu au profit d’une surface plane et blanche, une toile peut-être, où apparaissent comme des ombres chinoises ou des découpages une clé, un verre, un oiseau en vol et une pipe, reprises d’éléments d’autres tableaux du peintre. Dans sa main droite, il tient une sorte de sceptre en perles, dont les évidements laissent apparaître les yeux et la bouche de Schéhérazade.
Enfin, l’étrange personnage pose sa main gauche sur une grosse canne de rotin, dont les nœuds sont bien visibles et le diamètre imposant.
Le tableau a fait l'objet d'un numéro de la série documentaireSurréel diffusée sur Arte.